# Шило-Голицыно
Шило-Голицыно — село в Ртищевском районе Саратовской области России. Административный центр Шило-Голицынского муниципального образования (сельского поселения). Находится в пригородной зоне города Ртищево.

## География
Находится в северо-западной части Саратовского Правобережья, в пределах Окско-Донской равнины, в лесостепной зоне, на берегах реки Изнаир, при федеральной автотрассы Р-207.

### Уличная сеть
- Горная
- Заречная
- Луговая
- Новая
- Советская
- Юбилейная

### Климат
Климат характеризуется как умеренно континентальный с холодной малоснежной зимой и сухим жарким летом. Среднегодовая температура воздуха — 4,4 °C. Средняя многолетняя температура самого холодного месяца (января) составляет −11,7 °С (абсолютный минимум — −43 °С), температура самого тёплого (июля) — 20 — 22 °С (абсолютный максимум — 40 °С). Средняя продолжительность безморозного периода 145—155 дней. Среднегодовое количество атмосферных осадков — 550 мм, из которых 225—325 мм выпадает в период с апреля по октябрь. Снежный покров держится в среднем 130—135 дней в году.

## История
Прежде называлось с. Голицыно, входило в Сердобский уезд Саратовской губернии.

## Население
| 2002 | 2010  |
| ---- | ----- |
| 1087 | ↘1040 |

### Национальный состав
Согласно результатам переписи 2002 года, в национальной структуре населения русские составляли 91 % из 1087 чел..

## Известные уроженцы села
- Великанов, Александр Александрович (1898—1977) — писатель.

## Инфраструктура
МОУ Шило-Голицынская СОШ.

## Транспорт
Доступен автомобильным и железнодорожным транспортом. Остановка общественного транспорта «Шило-Голицыно». На окраине села остановочный пункт 106 км Мичуринского региона Юго-Восточной железной дороги.